# STX1A
La Sintaxina-1A és una proteïna que en els éssers humans és codificada pel gen STX1A.

## Funció
Les vesícules sinàptiques emmagatzemen neurotransmissors que són alliberats durant l'exocitosi regulada per calci. L'especificitat d'alliberament del neurotransmissor requereix la localització tant de les vesícules sinàptiques com dels canal de calci a la zona activa presinàptica. Les sintaxines funcionen en aquest procés de fusió de la vesícula.
La sintaxina-1A és un membre de la superfamília de les sintaxines. Les sintaxines són proteïnes específiques del sistema nerviós implicades en la unió de les vesícules sinàptiques a la membrana plasmàtica presinàptica. Les sintaxines tenen un sol domini transmembrana C-terminal, un SNARE (proteïna d'unió NSF soluble), conegut com a H3, i un domini regulador N-terminal (Habc). Les sintaxines s'uneixen a una sinaptotagmina de forma dependent del calci i interactuen amb canals de calci i potassi dependents de tensió a través del domini C3 del terminal H3. Syntaxin-1A és una proteïna clau en la regulació del canal iònic i l'exocitosi sinàptica.

## Importància clínica
Les sintaxines serveixen com a substrat per a la neurotoxina botulínica de tipus C, una metal·loproteasa que bloca l'exocitosi i té una alta afinitat per un complex molecular que inclou el receptor alfa-latrotoxina, el qual produeix una exocitosi explosiva.
El nivell d'expressió de la proteïna STX1Un és directament correlacionat amb la intel·ligència dins la síndrome de Williams.

## Interaccions
Ha estat demostrat que STX1A interacciona amb:
- CPLX1,[9][10][11]
- CFTR,[12][13]
- NAPA,[14][15]
- RNF40,[16]
- SCNN1G,[17]
- SLC6A1,[18][19][20]
- SNAP-25,[9][10][14][21][22][23][24][25][26][27][28]
- SNAP23,[26][28][29][30][31]
- STXBP1,[9][14][22][32][33]
- STXBP5,[34][35]
- SYT1[36][37]
- UNC13B,[38]
- VAMP2,[9][10][14][33][39][40] and
- VAMP8.[41]